# Vratislavské knížectví
Vratislavské knížectví (polsky Księstwo Wrocławskie, německy Herzogtum Breslau, latinsky Ducatus Wratislaviensis), původně Slezské knížectví (polsky Księstwo śląskie, německy Herzogtum Schlesien), zkráceně Vratislavsko, byl středověký státní útvar (feudální monarchie) v oblasti historického území Slezska, zprvu náležející k Polskému království. Vládli mu příslušníci slezské větve Piastovců, ale tato dynastie roku 1335 vymřela a Vratislavsko se stalo lénem českého krále jako tzv. bezprostřední knížectví. V roce 1742 zaniklo inkorporací do Pruského království.

## Historie

### Slezské knížectví
Nedlouho po svém založení se rozlehlé původní knížectví založené polskými Piastovci rozdrobilo do početných malých slezských knížectví a samo jádro tohoto dříve jednotného celku s hlavním městem ve Vratislavi (polsky Wrocław) se vydělením z celoslezského údělu roku 1177 ztenčilo na Vratislavské knížectví, které se tak stalo jen jedním z mnoha slezských knížectví.

### Vratislavské knížectví

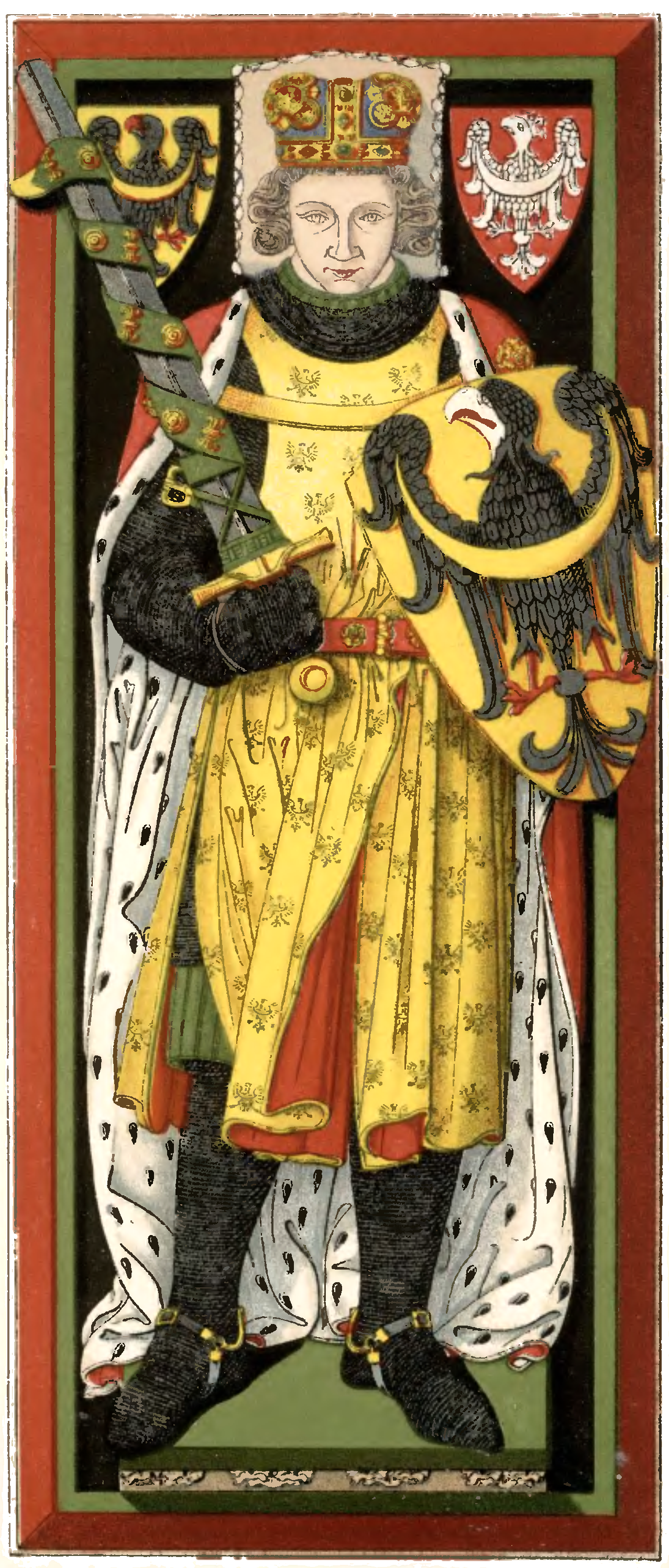
Nákres náhrobku Jindřicha IV.

Zmenšené Vratislavské knížectví vzniklo roku 1177 za prvního dělení Slezska a obdržel ho Boleslav I. Vysoký. V té době zahrnovalo prakticky celé Dolní Slezsko a tzv. lubušskou zemi, která byla později připojena k Velkopolsku. Ve stejném roce se nakrátko oddělilo hlohovsko-lehnické panství, které obdržel Boleslavův mladší bratr Konrád Hlohovský, ale po jeho smrti opět připadlo k Vratislavi. Za vlády Boleslava I., Jindřicha I. Bradatého a Jindřicha II. Pobožného dosáhlo Vratislavsko velkého rozmachu, jak územního tak také hospodářského. Bylo podporováno usazování německých kolonistů, kteří s sebou přinášeli emfyteutické právo, trojpolní systém a jiné vymoženosti z Německa. Díky jejich znalostem došlo také k hornické činnosti, těžilo se zlato, stříbro i olovo. Rozmach zaznamenala i městská lokace, kdy bylo během první poloviny 13. století zaznamenáno kolem 20 měst. Jindřich I. získal části Velkopolska, dále jako regent spravoval Opolsko-Ratibořské a Krakovské knížectví a stal se polským knížetem. Jeho syn chtěl pokračovat v úspěšné otcově politice, avšak nakonec k tomu neměl téměř žádný čas. Roku 1241 vpadli totiž do Slezska Mongolové, Vratislav byla vypálena, Slezsko vypleněno a samotný Jindřich II. padl v bitvě u Lehnice.
Po této události se chopili vlády dva jeho již zletilí synové Boleslav II. Lysý a Měšek Lubušský, který ale záhy svého otce následoval do říše mrtvých († 1242). Po krátké vládě Boleslava II. (přezdívalo se mu Rogatka) a dovršení zletilosti jeho tří bratří bylo Vratislavsko roku 1248 rozděleno. Boleslav získal lehnicko-hlohovské panství, Jindřich III. Bílý pak vlastní Vratislavsko. Zbylí dva bratři Konrád a Vladislav byli předurčeni k církevní dráze a měli tedy jenom formálně spoluvládnout. Jenže Konrád odmítl úřad pasovského biskupa a požadoval část území svých sourozenců. Boleslav byl nucen podstoupit mu Hlohovsko. Dělení pokračovalo i nadále, z Vratislavska se tak oddělilo Hlohovské, Lehnické, Svídnické, Javořské, Zaháňské, Krosenské, Stínavské, Volovské a Olešnické knížectví. V roce 1335 se stalo prvním tzv. bezprostředním knížectvím Koruny české a v roce 1742 bylo začleněno do Pruského království.

## Heraldika

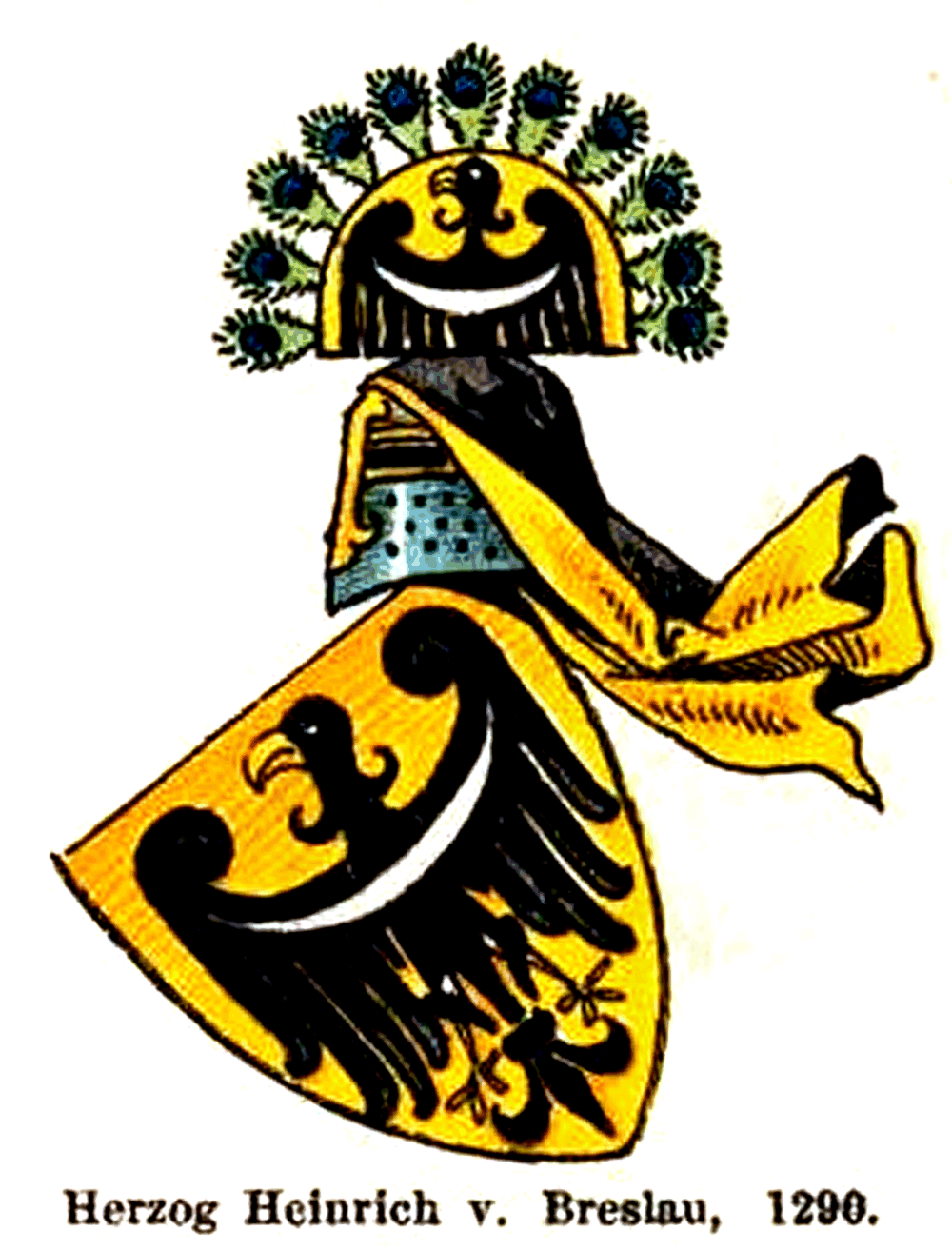
Úplný znak knížete Jindřicha (1290)

znak slezských Piastovců:
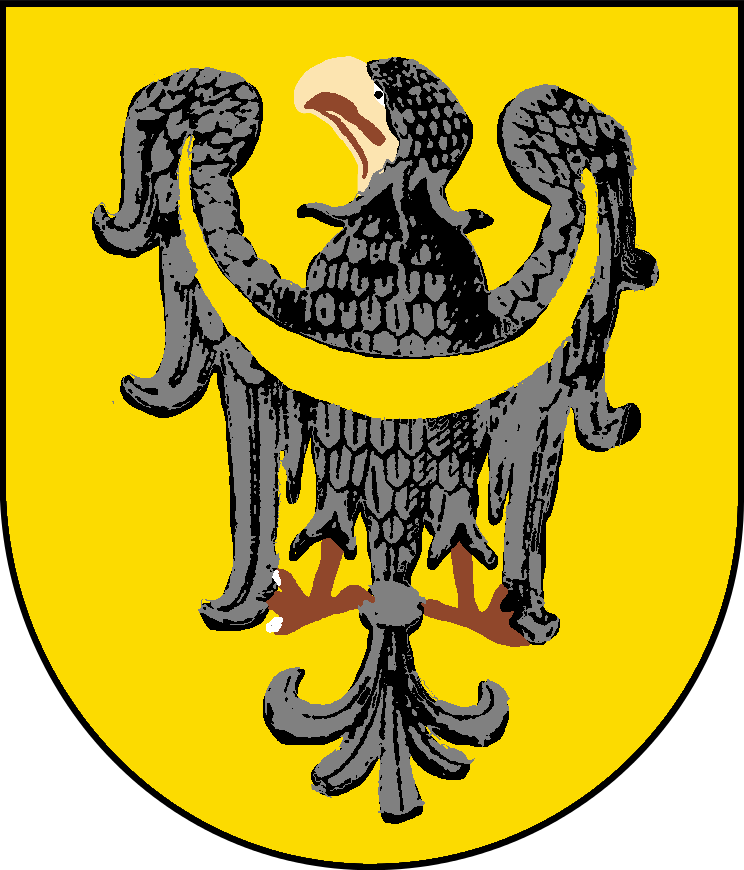
Jindřich IV. Probus (1270–1290)
osobní znak Jindřicha VI. Dobrého (1311–1335)
znak Dolnoslezského vojvodství odvozený od znaku slezských Piastovců